# Skromna propozycja

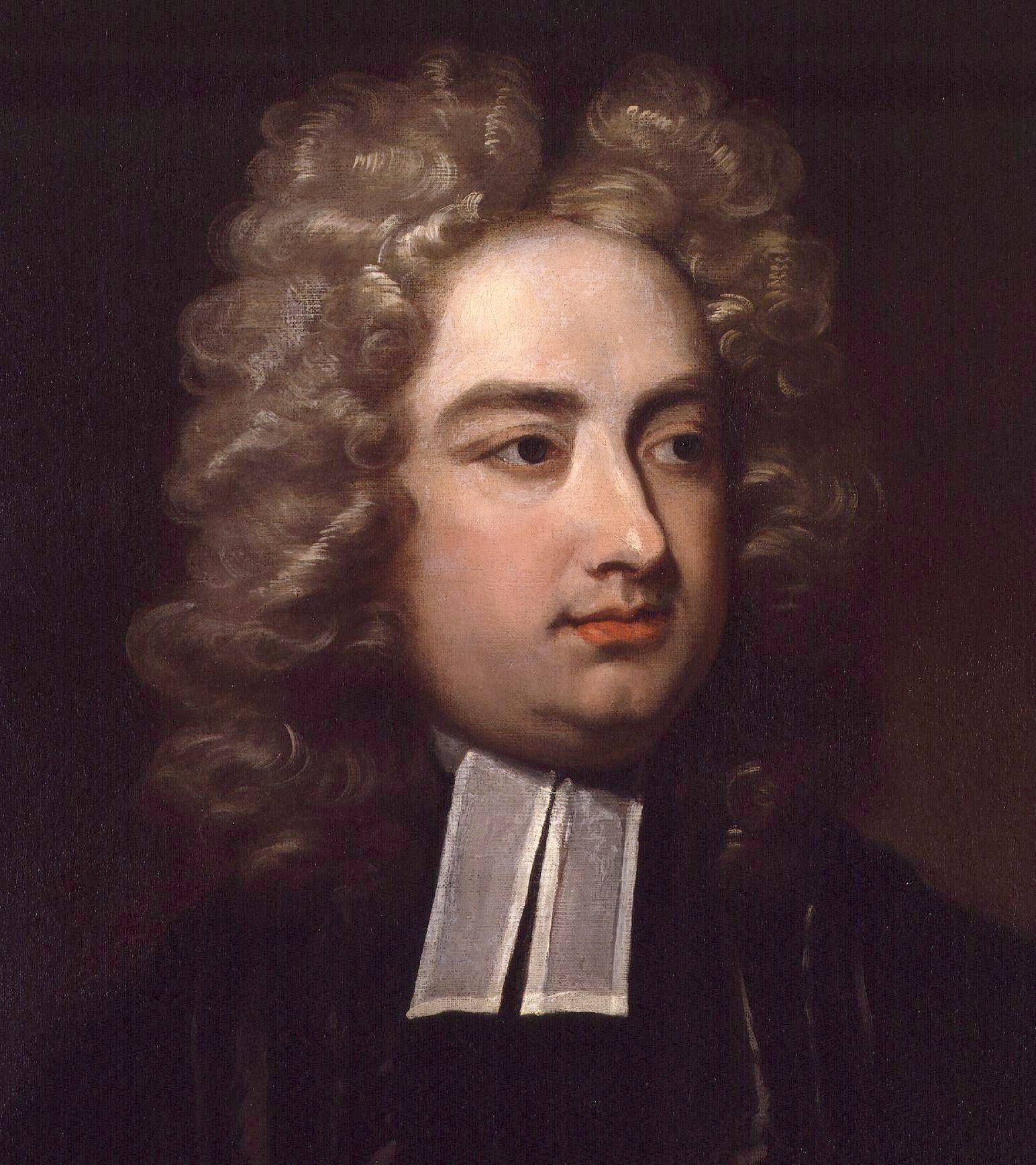
Jonathan Swift

Skromna propozycja (A Modest Proposal) – satyra, którą Jonathan Swift napisał w 1729 roku. Autor krytykuje brak zainteresowania Londynu tematem biedy dzieci w Irlandii (Swift mieszkał w Dublinie). Swift podnosi tu nieczułość elit politycznych do absurdu, "proponując", by hodowano dzieci irlandzkie jako smakołyk dla podniebień londyńskich.